# ميليسا ووكر
ميليسا ووكر (بالإنجليزية: Melissa Walker)‏ (4 يونيو 1977)؛ روائية أمريكية. درست في كلية فاسار.